# Irene Suchy
Irene Suchy (* 1960 in Wien) ist eine österreichische Musikwissenschaftlerin. Sie arbeitet als freie Publizistin und Ausstellungsmacherin sowie als Redakteurin und Moderatorin vor allem für den Radiosender Ö1.

## Leben
Suchy lernte als Kind erst Zither zu spielen, dann Violoncello. 1978 begann sie ein Studium der Musikpädagogik mit Unterstützung von Begabtenstipendien an der Hochschule für Musik und darstellende Kunst Wien.
1982 absolvierte sie die Lehramtsprüfung Musikerziehung mit ausgezeichnetem Erfolg und erhielt den Förderpreis des Wissenschaftsministeriums. 1978 bis 1983 studierte sie Germanistik für das Lehramt an der Universität Wien mit dem Abschluss zum Magister artium. Im Jahr 1986 schloss sie ihre Instrumentalstudien mit dem Staatlichen Lehrbefähigungszeugnis für Violoncello an der Hochschule für Musik und darstellende Kunst Wien ab.
Zwei Studienaufenthalte in Japan unterstützten ihre Arbeit an einer musikwissenschaftlichen Dissertation, 1987 bis 1989 ein Forschungsaufenthalt an der Staatlichen Frauenuniversität Ochanomizu mit einem Stipendium der japanischen Regierung, im Sommer 1990 mit einem Stipendium der Japan Foundation. 1992 promovierte sie zum Doktor der Philosophie an der Universität Wien mit einer Dissertation über Deutschsprachige Musiker in Japan vor 1945 bei den Professoren Walter Pass und Friedrich C. Heller. Über ihre Studien in Japan kam sie zum ORF. In ihrer ersten Radiosendung ging es um die Geschichte der abendländischen Musik in Japan.
Seit 1990 ist Irene Suchy beim Ö1 als Musikredakteurin, Gestalterin und Moderatorin von Sendungen zu Musik wie Pasticcio, Kunst und Kultur, Zeitgeschichte und Gesellschaftspolitik tätig. Als Universitätslektorin und Lehrende arbeitet(e) sie an der Universität Wien, der FH St. Pölten, an der KFU Graz, an der Universität Mozarteum, Salzburg und am Institut für Genderforschung der Kunstuni Graz.
Irene Suchy gestaltete Live-Veranstaltungen im Radiokulturhaus zu Wien, in den Kulturforen des BMEIA und bei österreichischen Konzertveranstaltern wie Festivals. Sie kuratierte Ausstellungen zur Kulturpolitik der 1970er Jahre, zu Otto M. Zykan, zu zeitgenössischem Schmuck. Ihre Ausstellungsinstallation zusammen mit Clarisse Maylunas MusicaFemina präsentiert „das weibliche Musikschaffen quer durch die Geschichte und die Genres“.
2010 legte sie mit Friedrich Gulda. Ich-Theater die erste Biografie des Pianisten und Komponisten vor. Seit dem Tod ihres Lebensgefährten Otto M. Zykan 2006 ist sie Nachlassverwalterin und Eigenverlegerin seiner Werke. In der von ihr zusammen mit dem Komponisten Michael Mautner bearbeiteten Bühnenfassung des Fernsehfilms Staatsoperette von 1977, für den Zykan Text und Musik geschrieben hatte, wurde das Werk bei den Bregenzer Festspielen 2016 uraufgeführt.

## Privates
Suchy war die Lebensgefährtin des Komponisten Otto M. Zykan bis zu dessen Tod 2006. Seit 2019 ist sie mit dem Schauspieler Wolf Bachofner liiert.

## Sonstige Aktivitäten
- Mitglied der viennAvant[7]
- Mitglied der music austria
- Vizepräsidentin der IGNM Internationale Gesellschaft für Neue Musik – Sektion Österreich bis 2013
- Gründerin und Obfrau von maezenatentum.at seit 2006
- Bis 2012 Gründerin und Obfrau des Vereins Arbeitsgruppe Strasshof

## Auszeichnungen
- 1982: Förderungspreis des Wissenschaftsministeriums
- 2001: Maecenas Anerkennungspreis für das Kunstsponsoring-Projekt Ö1-Geige
- 2011: Goldenes Ehrenzeichen für Verdienste um die Republik Österreich
- 2011: Bank-Austria-Kunstpreis Kulturjournalismus
- 2013: Dr. Karl-Renner-Preis für die Aufarbeitung der NS-Geschichte Strasshof und die Beschäftigung mit dem Nationalsozialismus in ORF-Sendungen
- 2015: Radiopreis der Erwachsenenbildung Österreich (mit Hans Georg Nicklaus) für die beste Bildungssendung in der Sparte Kultur, die Ö1-Sendereihe Intrada Exkurs – Musik, Markt, Medien[8]

## Publikationen
- Otto M. Zykan, Band I – Materialien zu Leben und Werk. Wien 2008.
- Friedrich Gulda. Ich-Theater. Styria, Wien/Graz/Klagenfurt 2010.
- Strasshof an der Nordbahn. Die NS-Geschichte eines Ortes und ihre Aufarbeitung. Mit einem Beitrag von Judith Eiblmayr. Metro Verlag, Wien 2012.
- Henzes Utopie. Jugend.Musik.Fest. Deutschlandsberg 1984 – 2003. Mit einem Beitrag von Irene Diwiak. Edition Ausblick, Wien 2013.
- Litanei gottloser Gebete (Gedichte), Verlag Bibliothek der Provinz, Weitra 2013.

Herausgeberschaft
- Empty Sleeve – der Musiker und Mäzen Paul Wittgenstein. Studienverlag, Innsbruck 2006.
- Schmäh als ästhetische Strategie der Wiener Avantgarde (=Enzyklopädie des Wiener Wissens, Band 22), Verlag Bibliothek der Provinz, Weitra 2015.
- ZYKAN STAAT KUNST / Band 1: Libretti und ZYKAN WEISE POESIE, Band 2: Allerorten vertonte der Veröffentlichung nicht abgeneigte Texte. Wien 2016.
- (gem. m. Susanne Kogler): Partituren des Körpers. Geste in Komposition und Aufführung. Verlag Bibliothek der Provinz, Weitra 2017.

## Kuratierte Ausstellungen
- 2007: Otto M. Zykan, gemeinsam mit Markus Wintersberger, Klangturm St. Pölten
- 2010: Staatsoperetten. Kunstverstörungen. Das kulturelle Klima der 1970er Jahre, gemeinsam mit Evelyne Polt-Heinzl, Ausstellungsarchitektur Peter Karlhuber, Literaturhaus Wien
- 2011: Die Welt des Otto M. Zykan, Videoinstallation gemeinsam mit Marc Greber, Bezirksmuseum Währing
- 2012 Schmuck im Salon, gemeinsam mit dem Schmuckkünstler Fritz Maierhofer und der Gestalterin Clarisse Maylunas, Künstlerhaus Wien
- 2018: MusicaFemina, modulare künstlerische Installation mit Musik, mit Clarisse Maylunas